# Nordic Battlegroup 11
Nordic Battlegroup 11 (NBG 11) var en av EU:s snabbinsatsstyrkor. Styrkan stod under perioden 1 januari–30 juni 2011 i parallell beredskap med Battlegroup 107.

## Bakgrund
Nordic Battlegroup 11 bestod förutom Sverige av Irland, Estland, Norge, Finland och, sent tillkommet, även Kroatien  och är Sveriges andra bidrag till snabbinsatsstyrkorna efter Nordic Battlegroup 08. Sveriges bidrag uppgick till 1 600 soldater, cirka 200 från Finland, cirka 150 från Norge, cirka 140 från Irland, cirka 50 Estland och cirka 20 från Kroatien. Totalt bestod styrkan av cirka 2 200 soldater och sjömän och under befäl av brigadgeneral Stefan Andersson. Andersson tog över styrkan efter Karl Engelbrektsson och gav den Team 11 som sitt eget arbetsnamn, dels för att den skulle stå färdig till år 2011, men även för att hedra Kronobergs regemente (I 11), vilket var Anderssons hemmaförband. Rekrytering till styrkan gjordes bland annat från den årskurs av soldater som rycke ut våren 2010. 
Nordic Battle Group Headquarters, även kallat Force Headquarters, förkortat FHQ, ryckte in på Ledningsregementet (LedR) i Enköping den 31 augusti 2009. FHQ består av officerare, reservofficerare och civila från och samtliga stater som bidrar med personal, så kallade TCN, Troup Contributing Nations. Stabschef (Chief of Staff) är överste Mikael Frisell.

## Insats
Den 1 april 2011 godkände Sveriges riksdag ett förslag från den svenska regeringen om att använda sig av Expeditionary Air Wing (EAW), i syfte för bidra med upprätthållandet av FN:s flygförbudszon över Libyen. Styrkan som går under namnet Flyginsats Libyen (FL01) har ett mandat att verka i tre månader. Den 2 april lyfte de första stridsflygplanen från F 17 Kallinge med Sigonella flygbas på Sicilien som destination. Dock återuppbyggdes EAW för att kunna säkerställa beredskapen inom NBG 11.

## Organisation
Snabbinsatsstyrkan i Nordic Battlegroup 11 består av följande enheter.
Insatsbataljon (192 Core Bn)
- Bataljonsstab (Norrbottens regemente)
- Lednings- och understödskompani (Norrbottens regemente)
- Skyttekompani utrustade med Bandvagn 309 (Skaraborgs regemente)
- Skyttekompani utrustade med Sisu XA-180 (Finland)
- Luftburen skvadron utrustade med Personterrängbil 6 (Livregementets husarer)
- Trosskompani (Skaraborgs regemente)

Logistikbataljon
- Logistikkompani (Trängregementet)
- Sjukvårdskompani (Trängregementet)
- Geografisk support

ISTAR - Underrättelseenhet
- Underrättelse målinmätning
- Spaningskompani

Självständiga enheter
- MOVCON
- Militärpolis
- Ingenjörkompani
- Civil-militärt samarbete
- CBRN
- National Support Element (NSE)
- CTU (Minröjning och lasthantering av fartyg)
- LAP Unit, Local Air Picture Unit (Sammanställd luftlägesbild över visst område) (Luftvärnsregementet)

Expeditionary Air Wing EAW - Basbataljon med flygelement
- Hercules C-130 (Skaraborgs flygflottilj)
- Helikopterenhet utrustad med Hkp 15 (Sverige) (Helikopterflottiljen) samt 2 stycken Mi-171Sh (Kroatien)
- Stridsflygenhet (JAS 39 Gripen) (Blekinge flygflottilj)
- Flygplatsenhet ur Flygbasbataljon (Blekinge flygflottilj)